# Салимия
Сали́мия (араб. السليمية‎) — исламская богословская школа последователей Сахля ат-Тустари, основанная Абу Абдуллахом Мухаммадом ибн Салимом (ум. в 909 г.).

## История
Школа существовала в Басре в X—XI веках. Её воззрения были сходны со взглядами учителя. Ибн Салим проповедовал суровый аскетизм (зухд): полное предание себя воле Аллаха (таваккуль), безропотное перенесение испытаний, безбрачие и т. д. Окончательное формирование и усиление влияния школы произошло после того, как её возглавил сын Ибн Салима, Ахмад. Представителями школы были богословы и суфии, придерживавшиеся маликитской правовой школы и в некоторых вопросах склонявшиеся к учениям басрийских мутазилитов.

## Критика
Известный суфий-шафиит Ибн Хафиф написал «Опровержение Ибн Салима» (ар-Радд ‘аля Ибн Салим). Багдадские доксографы Абдул-Кахир аль-Багдади, Абу-ль-Музаффар аль-Исфараини, а также суфий-ханбалит Абду-ль-Кадир аль-Джилани резко критиковали салимию за согласие со взглядами аль-Халладжа и относили её к сторонникам хулюлии («воплощения божества в человеке», то есть пантеизма).
Сочинения представителей школы не сохранились. Багдадские богословы, стоявшие на антимутазилитских и антиджахмитских позициях, критиковали следующие положения салимии:
1. В День воскресения (киямат) Аллах предстанет в образе человека и в том облике, в каком его признают ангелы, духи, люди и животные;
2. Неверующие (кафиры) увидят Аллах в будущей жизни, и он потребует у них отчёта;
3. Аллах обладает тайной (ас-сирр), раскрытие которой нарушит «божественный миропорядок» (тадбир) и прекратит существование (баталь); также и у пророков (наби) есть тайна, раскрытие которой привело бы к недействительности их пророчества;
4. Аллах желает от своих рабов послушания (та’а) и не желает ослушания (ма’сия); и то и другое не создаётся людьми;
5. Аллах вездесущ, в этом отношении нет разницы между Троном (арш), на который он «водрузился» (истава), и любым другим местом[1].

## Влияние
Салимия существенно повлияла на взгляды авторов двух основополагающих суфийских трактатов — Абу Насра ас-Сарраджа ат-Туси (Китаб аль-лума) и Абу Талиба аль-Макки (Кут аль-кулуб). Материалами Кут аль-кулуб широко пользовался Абу Хамид аль-Газали при написании своего знаменитого труда Ихья улюм ад-дин («Воскрешение наук о вере»). Возможно через аль-Газали и аль-Макки взгляды ат-Тустари попали в труды североафриканских суфиев альмерийской школы Ибн Барраджана (ум. в 1141 г.) и Ибн Арифа (ум. в 1141 г.), а от них к Ибн Араби (ум. в 1240 г.), который распространил их в Малой Азии, Иране и Индии. По мнению Луи Массиньона, взгляды салимии через Абу Мадьяна унаследовал североафриканский тарикат шазилия.